# Одеса (автомобільне ралі)
Ралі «Одеса» – традиційне змагання з автомобільного ралі, яке проводиться в Одесі та Одеській області України з 1976 року понині з перервами. Було першим в історії незалежної України етапом чемпіонату з ралі, який відбувся в 1994 році. За часів незалежної України організаторами ралі «Одеса» виступали Одеський автомобільний клуб та Автомобільна Федерація України.

## Історія

### Період СРСР
За радянських часів Ралі «Одеса» мало статус традиційного змагання і декілька років поспіль було присвячено пам’яті двічі Героя Радянського Союзу Степана Артеменка. Зазвичай змагання розпочинались та закінчувались іподромною гонкою в Одесі, тоді як основна змагальна дистанція пролягала дорогами Одеської області та іноді Молдавської РСР.

### Незалежна Україна
В 1994 році Ралі «Одеса» отримало право відкривати перший в історії чемпіонат України з ралі, який складався з двох етапів. На жаль, безпосередньо перед початком змагань злива суттєво погіршила стан доріг навколо Одеси, внаслідок чого організаторам під керівництвом Віктора Шаповалова довелось терміново замінити деякі ґрунтові ділянки на дещо коротші асфальтові. В результаті з десяти запланованих спецділянок вдалося провести тільки шість. 
Наступного року одеський етап чемпіонату України проходив вже під назвою Ралі «Куяльник», яка стала традиційною на багато років вперед. Щодо Ралі «Одеса», то його було відроджено тільки через десять років, в 2004-му. Цього разу гонка, яка стала першим етапом нової гоночної серії Кубок Лиманів, проходила доріжками Дюківського парку, а урочиста церемонія старту відбувалась біля пам’ятника Дюку. Цей випадок так і лишився єдиним в історії змагання, яке більше ніколи не проводилось в самому місті.  
Наступне Ралі «Одеса» було проведено в 2012 році в статусі етапу Кубку України з ралі. Навіть попри відсутність міжнародного статусу змагання відвідали декілька екіпажів з Білорусі, які брали участь в ньому поза заліком Кубку. Гонка отримала непогані відгуки, але через раптову смерть в березні 2013 року її головного ідеолога, одеського спортсмена Валентина Марчука, продовження не відбулось. 
Чергове повернення Ралі «Одеса» до календаря змагань мало відбутись в 2022 році, коли гонку з такою назвою було включено до заліку запланованого чемпіонату України. Втім, через повномасштабне вторгнення Росії в Україну проведення автомобільних змагань було припинено на невизначений період.

## Переможці
| Рік  | Пілот             | Штурман           | Автомобіль               |
| ---- | ----------------- | ----------------- | ------------------------ |
| 1994 | Володимир Чопенко | Олександр Серопов | Ford Escort Cosworth     |
| 2004 | Ігор Цисар        | Вадим Піскунов    | Nissan Sunny             |
| 2012 | Валерій Горбань   | Андрій Ніколаєв   | Mitsubishi Lancer Evo IX |

## Цікаві факти
Ралі «Одеса» 2004 року виграв одесит Ігор Цисар на автомобілі Nissan Sunny. Це був один з двох випадків в історії, коли етап Кубку Лиманів в абсолютному заліку вигравав пілот на автомобілі з приводом на одну вісь (другий – перемога Павла Гонтового на Skoda Fabia в Ралі «Молдова» 2007 року).